# رود ستيوارت
السير رودريك دافيد رود ستيوارت (بالإنجليزية: Sir Roderick David "Rod" Stewart)‏ هو مغني روك وكاتب أغاني بريطاني ولد في يوم 10 يناير 1945 في مدينة لندن نشأ وتربى في لندن وهو من أصل إنكليزي وأسكتلندي مشترك، رود يعتبر واحدا من أفضل المغنيين في تاريخ الموسيقى الإنجليزية، حيث حققت تسجيلاته مبيعات بحوالي قيمة 100 مليون دولار.

## روابط خارجية
- رود ستيوارت على موقع IMDb (الإنجليزية)
- رود ستيوارت على موقع الموسوعة البريطانية (الإنجليزية)
- رود ستيوارت على موقع ميوزك برينز (الإنجليزية)
- رود ستيوارت على موقع رولينغ ستون (الإنجليزية)
- رود ستيوارت على موقع إن إن دي بي (الإنجليزية)
- رود ستيوارت على موقع أول ميوزيك (الإنجليزية)
- رود ستيوارت على موقع ديسكوغز (الإنجليزية)
- رود ستيوارت على موقع قاعدة بيانات الفيلم (الإنجليزية)